# Eldtofsad tangara
Eldtofsad tangara (Loriotus cristatus) är en fågel i familjen tangaror inom ordningen tättingar. Den förekommer i Sydamerika. Beståndet anses vara livskraftigt.

## Utseende och läte
Eldtofsad tangara är en medelstor medlem av familjen. Hanen är mestadels svart, med orangerött i en huvudtofs och på hakan. En liten vit fläck syns även på skuldran och övergumpen är beigefärgad. Honan är enfärgat olivbrun. Olika populationer varierar i färgen på hanens tofs, haka och övergump. Sången bestär av en snabb och ljus serie med "tsee"-toner.

## Utbredning och systematik
Eldtofsad tangara förekommer i Sydamerika söderut till södra Brasilien. Den delas in i nio underarter med följande utbredning:
- Loriotus cristatus fallax – södra Colombia (sydöstra Nariño) till östra Ecuador och nordöstra Peru
- Loriotus cristatus cristatellus – tropiska sydöstra Colombia till nordöstra Peru, södra Venezuela och nordvästra Brasilien
- Loriotus cristatus huarandosae – norra Peru (Chinchipe Valley i Río Marañón Valley)
- Loriotus cristatus intercedens – östra Venezuela (östra Bolivar), Guyana och Surinam
- Loriotus cristatus cristatus – Franska Guyana och nordöstra Brasilien (norr om Amazonfloden)
- Loriotus cristatus pallidigula – nordöstra Brasilien (östra Pará och nedre Rio Tocantins)
- Loriotus cristatus madeirae – Brasilien söder om Amazonfloden (Teffe till Rio Xingu och Mato Grosso)
- Loriotus cristatus nattereri – sydvästra Brasilien (Mato Grosso)
- Loriotus cristatus brunneus – Atlantskogen

Vissa urskiljer även underarten ’’orinocensis med utbredning i östra Colombia och södra Venezuela.

## Levnadssätt
Eldtofsad tangara hittas i fuktiga skogar. Där ses den i trädtaket, normalt som en del av artblandade kringvandrande flockar.

### Släktestillhörighet
Genetiska studier visar att arterna inom släktet Tachyphonus inte är varandras närmaste släktingar. Eldtofsad tangara, vitskuldrad tangara och gultofsad tangara står istället närmare gråhuvad tangara (Eucometis penicillata) och borsttangara (Trichothraupis melanops). Initialt lyftes de därför ut till det nyligen beskrivna släktet Islerothraupis, men släktet Loriotus har visat sig ha prioritet. 

## Status
Arten har ett stort utbredningsområde och beståndet anses stabilt. Internationella naturvårdsunionen IUCN listar den därför som livskraftig (LC).

## Bilder

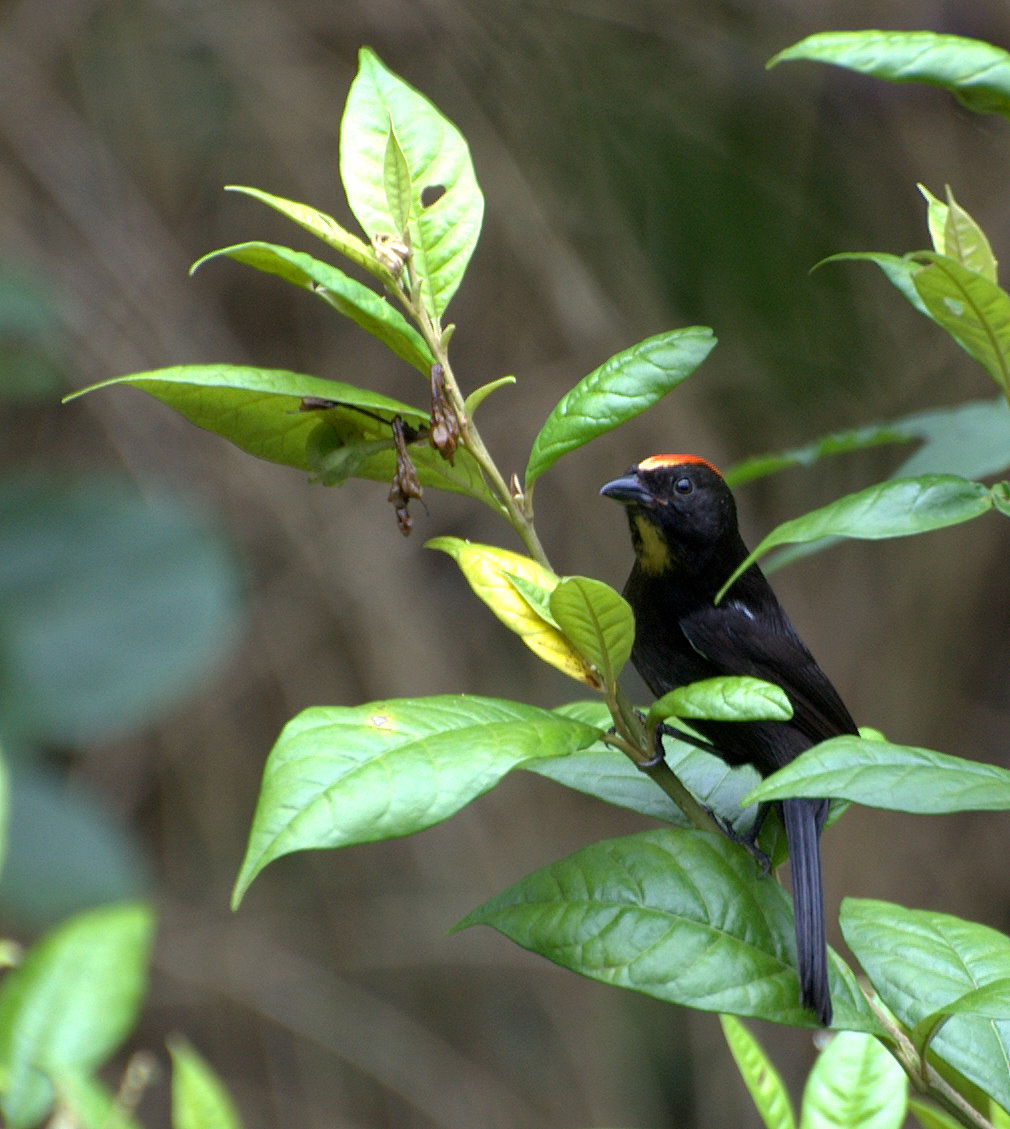
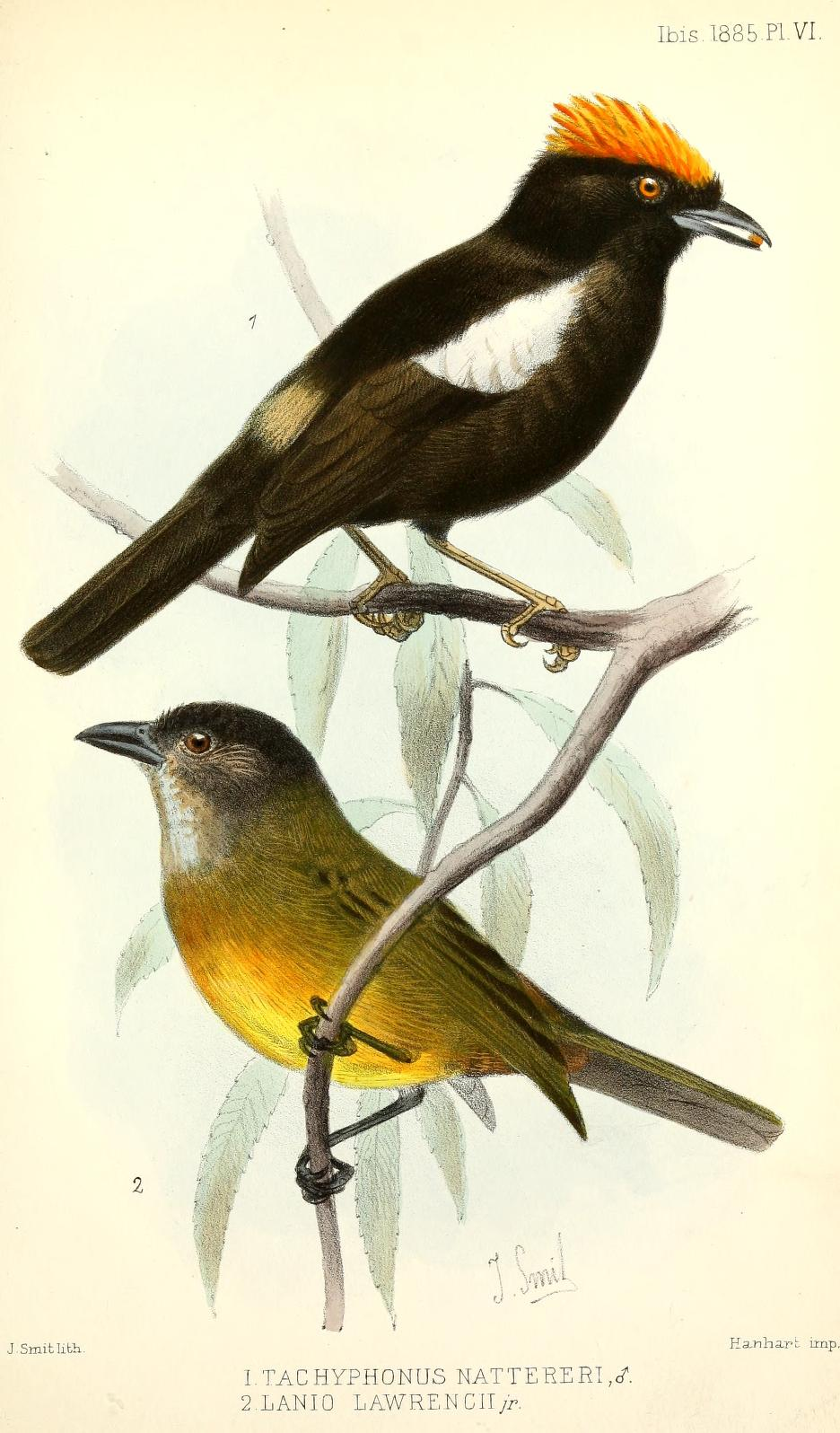
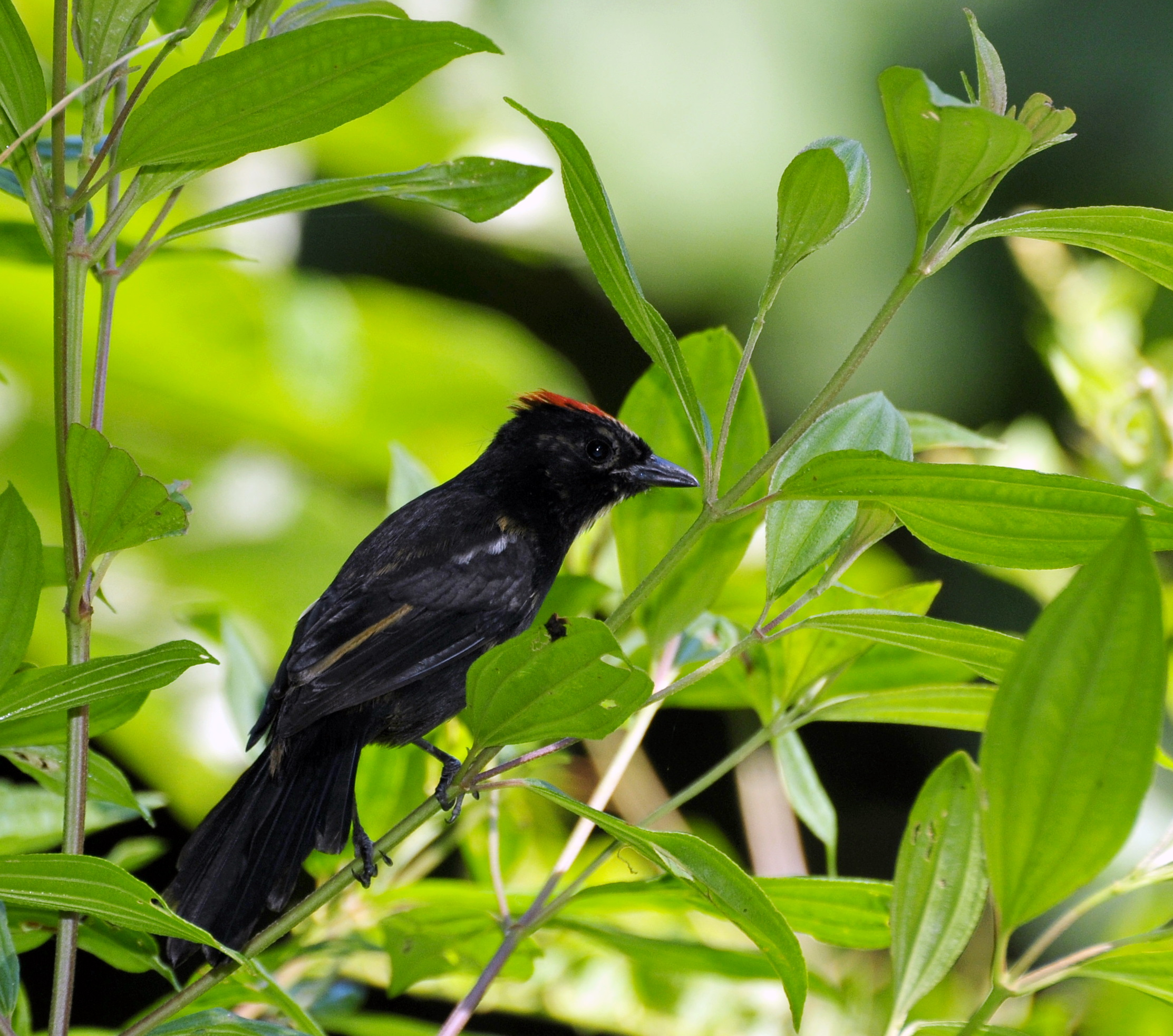